# Sifu
Shifu (chinês mandarim) ou Sifu (padrão chinês cantonês) significa Pai no Kung Fu, isto é Pai Mestre. É escrito com os caracteres chineses: 師傅 e 師父. O o caractere 師 significa "qualificado", enquanto o significado de 傅 é "tutor" e do significado da 父 é "pai". Ambos os personagens são lidos como "fu" com os mesmos tons em cantonês e mandarim, criando uma certa ambiguidade. Um termo similar usado frequentemente em chinês é 老師 (Cantonês Chinês Pronúncia: lou5 si1; Mandarin Chinês Pronúncia: lǎoshī), que significa "professor" ou, literalmente, Pai mestre qualificado.
Embora pronunciada de forma idêntica e tendo significados semelhantes, os dois termos são distintos e uso é diferente. O primeiro termo (師傅) carrega apenas o significado de "mestre", e é usada para expressar respeito geral do orador para as competências e a experiência do destinatário, e é também o termo usado frequentemente para motoristas de táxi ou outros trabalhadores especializados. Assim, por exemplo, um cliente pode apresentar um mecânico de automóvel como tal. O último termo (師父) tem o duplo significado de "mestre" e "pai", e, portanto, conota uma linearidade em uma relação professor-aluno partir da convivência Marcial denominado Vida Kung Fuem chinês SAAN FAAT. Como tal, ao abordar uma convivencia de relação intra pessoal entre você e seu mestre, se usa o termo Sifu/Shifu por se referir especificamente ao Pai mestre de sua arte marcial e não um mestre de titulo por ser especialista em algo especifico como um mecânico.

## Uso comum
Em culturas chinesas, o termo é usado como uma forma respeitosa de ligação para as pessoas envolvidas em comércios especializados e classe baixa, como motoristas, cozinheiros, decoradores casa, bem como artistas e, menos comumente, para artistas visuais, como pintores e calígrafos. O termo mais usual de referência para aqueles realizados nas artes visuais é dashi, "grande mestre". Embora não exista uma definição clara no que comercializa o termo shifu pode ser aplicado, tradicionalmente seria usado para se referir a comércios tradicionais onde a formação é, de aprendizagem, como "mestre" (Shifu 師傅) corresponde com o "aprendiz" (Túdi 徒弟). Da mesma forma, uma vez que a instrução religiosa envolve uma relação professor-aluno semelhante à aprendizagem, monges budistas e taoístas sacerdotes também são abordados como sifu ou shifu.
Praticantes das profissões liberais, como médicos e advogados, raramente são referidos como "Shifu", e alguns membros dessas profissões pode de fato encontrar um termo de tratamento desrespeitoso. Da mesma forma, acadêmicos e professores não são geralmente tratadas como Shifu. Na China continental, especialmente, mas também tradicionalmente em Taiwan e em outros lugares, o termo preferido para profissionais acadêmicos e aprendidas sem títulos especiais (ou seja, excluindo os médicos) é muitas vezes laoshi (老師). Mesmo para os médicos, o título "laoshi" pode ser considerado superior ao "doutor". Aqueles que "ganhou" o direito de ser tratada como laoshi, tais como professores médicos ou profissionais de saúde, titulares de um doutoramento em investigação (isto é, um grau de doutoramento no campo da medicina e maior do que um primeiro grau profissional) devem ser tratados como laoshi vez de "doutor". O mesmo termo também pode ser usado para aqueles engajados em outras ocupações, que pode ser visto como análogo a academia e as profissões liberais, tais como escritores realizadas.
No uso coloquial, o termo pode ser mais geralmente usados para estabelecer relacionamento com aqueles com quem o orador não é familiar, mas se usado incorretamente pode ser ofensivo, um pouco de forma análoga aos termos em inglês, como "governador" (principalmente britânicos), ou "chefe" (principalmente americana). Para uma discussão mais aprofundada sobre o papel das relações e construção de relacionamentos na cultura chinesa, veja Guanxi.

## Use em artes marciais
Tradicionalmente, em artes marciais chinesas, Sifu/shifu foi usado como um termo familiar e sinal de respeito como no uso geral.
O termo assume um contexto menos íntimo quando um aluno se torna um estudante formal ou discípulo do professor. A aceitação como um estudante é um evento muito formal, geralmente necessitam de uma cerimônia de discipulado chamada bai shi. Após a cerimônia, a relação é definida como um contexto pai-filho mais direto e uso assume este termo ao invés de um sinal genérico de respeito pela habilidade e conhecimento.